# Budi Sudarsono
Budi Sudarsono (ur. 19 września 1979 w Kediri) – piłkarz indonezyjski grający na pozycji napastnika.

## Kariera klubowa
Karierę piłkarską Sudarsono rozpoczął w klubie Persebaya Surabaya. W jego barwach zadebiutował w 1998 roku w indonezyjskiej pierwszej lidze. W Persebayi grał w latach 1998-2001. Na początku 2002 roku odszedł do Persiji Dżakarta, w której spędził jeden sezon. W 2003 roku występował w drużynie Deltras Sidoarjo, a w 2004 roku ponownie grał w Persiji Dżakarta. W 2005 roku odszedł z niej do Persiku Kediri. W 2006 roku wywalczył z Persikiem swoje pierwsze w karierze mistrzostwo kraju. W połowie 2007 roku odszedł z tego klubu do malezyjskiego Polis DRM FC z miasta Selangor. W 2008 roku ponownie został piłkarzem Persiku Kediri i po roku gry w tym klubie przeszedł do Persibu Bandung. Następnie grał w Sriwijaya FC, Deltras FC i Persenga Nganjuk. W 2013 przeszedł do Persikabo Bogor.

## Kariera reprezentacyjna
W reprezentacji Indonezji Sudarsono zadebiutował 8 kwietnia 2001 roku w wygranym 5:0 meczu eliminacji do Mistrzostw Świata 2002 z Malediwami. W 2004 roku wystąpił w 3 meczach Pucharu Azji 2004: z Katarem (2:1 i gol w 26. minucie), z Chinami (0:5) i z Bahrajnem (1:3). W 2007 roku został powołany przez selekcjonera Iwana Kolewa do kadry na Puchar Azji 2007. Na tym turnieju rozegrał 3 spotkania: z Bahrajnem (2:1 i gol w 14. minucie), z Arabią Saudyjską (1:2) i z Koreą Południową (0:1).